# Sergeya
Sergeya (лат.) — род молевидных бабочек из семейства Моли выемчатокрылые (Gelechiidae). Африка и восточная и юго-восточная Азия. Известно около 10 видов.

## Распространение
Афротропика ЮАР, Зимбабве, Малави, ДР Конго, Гана, Уганда, Кения, Эфиопия, Йемен, Россия (Дальний Восток: Приморский край), Япония и Таиланд.

## Описание
Мелкие молевидные бабочки, размах крыльев около 1 см (в основном от 6,5 до 9,0 мм, за исключением S. harambee, у которого размах крыльев составляет 12,0—14,3 мм). Отличаются по узким желтовато-коричневым передним крыльям с коричневым костальным краем и коричневым торнальным пятном. Среди афротропических выемчатокрылых молей только два вида (Lanceopenna pseudogaleotis Janse, 1950 и Psamathocrita doloma Bradley, 1965) имеют сходный рисунок крыльев. Ориентальные виды родов Neolitinia, Parateleiopsis и Tawaia также сходны с Sergeya по рисунку передних крыльев, но имеют меньший размах крыльев (4,6—6,5 мм). Гениталии самцов Sergeya характеризуется модифицированными перьевидными чешуйками на вальве и/или ункусе, что является уникальным среди всего семейства Gelechiidae. Sergeya также характеризуется наличием густой щётки волосовидных чешуек на II—III тергитах брюшка самца, но этот признак наблюдается у Neolitinia , Parachronistis Meyrick, 1925, Chorivalva Omelko, 1988 и некоторых других родов трибы Litini.
Основная окраска желтовато-коричневя и серая. Переднее крыло тёмно-жёлтое до желтовато-коричневого или желтовато-серого, рисунок представлен коричневой иррорацией по краю и коричневым торнальным пятном; дополнительные отметины в виде коричневых пятен, иногда смешанных с серебряным цветом, в середине дорсального и боковых краёв, а также серовато-коричневая суффузия по спине и вершине также характерны для большинства видов; бахрома на вершине и на дорсальном крае переднего крыла одинаковые с основным цветом переднего крыла, у некоторых видов равномерно светло-коричневые без отметин, но с тёмными вкраплениями по краям и на вершине. Заднее крыло в 1,5—2 раза более узкое, чем переднее, вершина сильно выдаётся.
Растения-хозяева и неполовозрелые стадии неизвестны.

## Систематика
Известно около 10 видов. Род был впервые выделен в 1998 году как монотипический под названием Sinevia Omelko, 1998, которое оказалось преокупировано одноимённым родом клопов Sinevia Kerzhner, 1988 (Myridae, Hemiptera) и поэтому в 2008 году заменено на Sergeya.
- Sergeya bunsoensis Bidzilya, Mey & Rajaei, 2024 — Гана
- Sergeya chuii Bidzilya, Mey & Rajaei, 2024 — ДР Конго
- Sergeya davidi Bidzilya, Mey & Rajaei, 2024 — Кения
- Sergeya hackeri Bidzilya, Mey & Rajaei, 2024 — Йемен
- Sergeya harambee Bidzilya, Mey & Rajaei, 2024 — Кения
- Sergeya korongotaji Bidzilya, Mey & Rajaei, 2024 — Уганда
- Sergeya lobata Bidzilya, Mey & Rajaei, 2024 — ЮАР, ДР Конго
- Sergeya malawica Bidzilya, Mey & Rajaei, 2024 — Малави
- Sergeya olei Bidzilya, Mey & Rajaei, 2024 — Таиланд
- Sergeya palescens Bidzilya, Mey & Rajaei, 2024 — Уганда, ЮАР
- Sergeya prominula (Meyrick, 1913) — ЮАР, Зимбабве[10]
  - =Aristotelia prominula Meyrick, 1913[11]
  - =Lanceopenna prominula (Meyrick, 1913)
- Sergeya temulenta (Omelko, 1998) — Россия (Приморский край), Япония (Хонсю)[12]
  - =Sinevia temulenta Omelko, 1998